# 拉迪斯劳·希蒙
拉迪斯劳·希蒙（羅馬尼亞語：Ladislau Șimon，1951年9月25日—2005年5月12日），罗马尼亚男子摔跤运动员。他曾代表罗马尼亚参加1976年夏季奥林匹克运动会摔跤比赛，获得男子自由式100公斤以上级铜牌。